# モーデン駅
モーデン駅 (モーデンえき、Morden Station) は、マートン・ロンドン特別区モーデンにある、ロンドン地下鉄の鉄道駅である。ノーザン線モーデン支線の南の終点で、地下鉄網の最も南に位置する駅でもあり、北隣りはサウス・ウィンブルドン駅である。駅舎はロンドン・ロード (A24)にあり、トラベルカード・ゾーンは4に属している。

## 歴史と構造
モーデン駅は1926年9月13日に、現在のノーザン線モーデン支線のクラパム・コモン駅以南が、当時のシティ・アンド・サウス・ロンドン鉄道（英語：City and South London Railway、C&SLR）の新たな延伸線として開業した際に開設された。当時のモーデンは、まだ農村的性格の地域であり、駅は何もない農地だった敷地に設けられたため、設計者チャールズ・ホールデンは、この延伸によって新設されたほとんどの駅よりも広い空間を使うことができた。imposing な駅出入り口の両側には、それぞれ数軒の店舗が付設され、下部構造も当初から将来の新たな建物を上方に設けられるように設計されたが、実際に事務棟が駅舎上部に建設されたのは1960年代になってからであった。
地下鉄網の最南端の駅として、モーデン駅は開業当初から多数のバスが発着していた。バス路線の行き先は、ロンドン南部のさらに郊外の地域やサリー州北部へと広がっている。初期には、ダービーステークスの日にエプソムへ向かうバスの主要な出発点であった。現在も多くのバス路線が駅前のバス停留所から発着している。
モーデン駅への延伸線の建設以前、当時のロンドン電気鉄道(London Electric Railway Company、LER)は、1910年にウィンブルドン・アンド・サットン鉄道(英語：Wimbledon and Sutton Railway、W&SR)が計画したウィンブルドン-サットン間の区間を一部利用して、サットン方面への延伸を実現したいと望んでいた。この計画を支持していた、当時のメトロポリタン・ディストリクト鉄道(Metropolitan District Railway, MDR)（現在のディストリクト線の前身）は、W&SRの株式の一部を保有しており、新たに建設される路線を経由して列車を運行する権利を確保していた。ノース・チーム(North Cheam)には駅用地も既に購入されていたが、結局のところ駅は建設されず、用地は従業員のスポーツ施設に転用された。その後、この用地は売却され、現在はセインズベリー(Sainsbury's)のスーパーマーケットになっている。
第一次世界大戦の勃発によって鉄道建設工事はできなくなったが、MDRはW&SRへの支援を続け、1920年代はじめにはMDRがW&SRの経営権を確保するに至っていた。MDRを所有していた、当時のロンドン電気鉄道(LER)（現在のロンドン地下鉄の前身）は、シティ・アンド・ロンドン鉄道(C&SLR)の路線の一部について利用許諾を得ることも可能であった。この路線は、モーデン駅から先へ地上に出て地下鉄の車両基地の近くを通り、モーデン・サウス駅付近で現在のネットワーク・レールの直線区間に接続させる、という構想であった。この構想では、現在のモーデン駅は「ノース・モーデン」、現在のモーデン・サウス駅が「サウス・モーデン」という名称になっていた。
当時のサザン鉄道(SR)は、この路線が自社の営業地域を蚕食し、中心部へより直結したルートへ乗客が流れてしまうとして、この計画に反対した。LERとSRは、C&SLRをモーデンまで延伸させる代わりに、LERがW&SRの路線に関する権利を放棄する、という内容で合意に達した。こうして、当初W&SRが計画した路線は、ロンドン周辺では最後の鉄道幹線建設のひとつとしてSRによって建設され、1930年1月5日に開業した。
一説によると、当初モーデン駅には、イースト・フィンチリー駅にあるエリック・オーモニア(Eric Aumonier)作の射手の像の彫刻と対になる矢があったが、駅の開業直後に盗まれたのだという。しかし、イースト・フィンチリー駅に地下鉄が開通したのは1939年であり、射手の像が建立されたのは1940年のことであった。

## レイアウト
ノーザン線の南支線にある他の駅とは異なり、モーデン駅はトンネル内に建設されていない。分類上は堀割駅であり、掘り下げられた扇型の敷地に設けられた駅の北側には、トンネルの入口がすぐ北側に並んでいる。運行上の終点ではあるが、すぐ南に車両基地があり、プラットホームは頭端式にはなっていない。駅構内を貫く3本の線路は、そのまま車両基地に伸びている。駅にはプラットホームが3本あり、うち2本が両側が線路の島式である。切符売り場のある玄関ホールからプラットホームへは、階段で降りなければならない。ホームは東から西へ1番から5番まであり、2/3番ホームと4番/5番ホームが島式である。出発案内の表示では、2番、4番、5番ホームのいずれかが用いられる。駅の北側にあるトンネルは全長はバンク支線経由で17.25マイル（およそ28キロメートル）に及び、開業当時は「世界最長の（連続した）地下鉄トンネル」で、ギネスブックにも掲載されていた。1978年にモスクワ地下鉄6号線に記録を破られ、現在は世界の地下鉄トンネルの上位10箇所からは落ちてしまっている（en:List of longest tunnels in the worldを参照。現在の世界最長は、ソウル地下鉄5号線で47.6km）。

## 乗り継ぎ

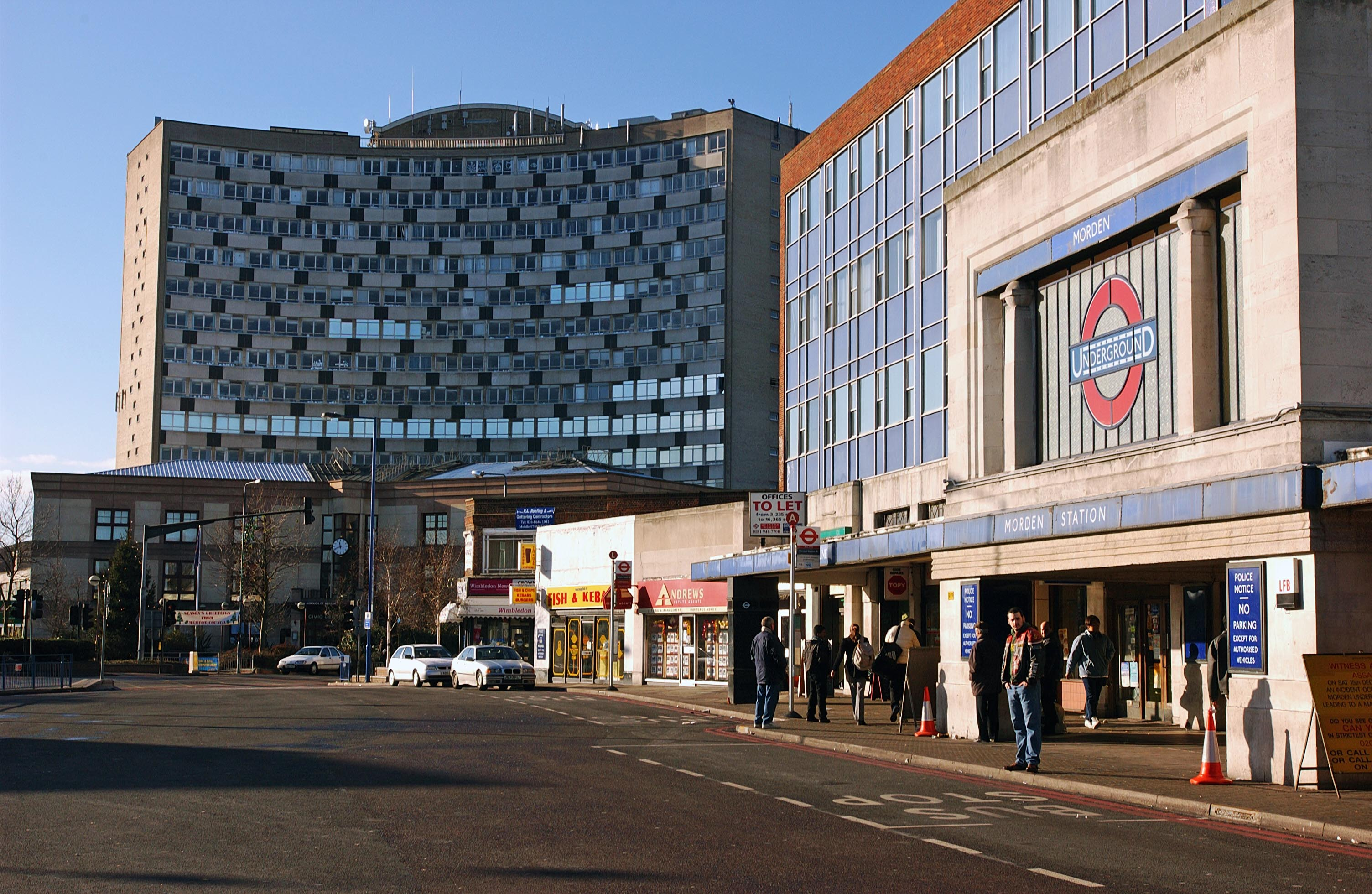
地下鉄モーデン駅。左手後方に見えるのはマートン特別区シビック・センター。

モーデン駅で乗り継げるロンドン・バスの路線は、 80番、93番、118番、154番、157番、163番、164番、201番、293番、413番、470番、K5番、夜間バスN155番である。

## 隣の駅
ロンドン地下鉄
■ノーザン線
モーデン駅 - サウス・ウィンブルドン駅